# América Britânica
```
   |-
       |
Erro:
:  
valor não especificado para "
nome_comum
"
```

América Britânica é o território britânico nas Américas, na época das grandes colônias americanas era composto por parte do atual Estados Unidos, Canadá, Guiana e ilhas caribenhas.

## Hoje
Hoje a América Britânica não é considerada mais existente oficialmente pelo governo do Reino Unido, pois os territórios atuais estão muito longe um do outro, e os mesmos são:
| Atuais territórios da "América Britânica" | Localização                                                                | Localização detalhada | População                     | Capital       |
| ----------------------------------------- | -------------------------------------------------------------------------- | --- | ----------------------------- | ------------- |
| Anguilla                                  | Caribe                                                                     | Compreende as ilhas: Anguila, Anguillita, Dog, Little Scrub, Prickly Pear, Sandy, Seal e Sombrero                                                                | 18.800 hab.(2003)             | The Valley    |
| Bermudas                                  | América do Norte                                                           | Compreende mais de 150 ilhas; as mais importantes são: Main o Gran Bermuda, Somerset), Ireland, Saint George, Saint Davids e Boaz                                | 64.482 hab. (2003)            | Hamilton      |
| Geórgia do Sul e Ilhas Sandwich do Sul    | Oceano Atlântico Sul                                                       | Compreende as ilhas Geórgia do Sul e Ilhas Sandwich do Sul | 100 hab. (2003)               | Grytviken     |
| Ilhas Cayman                              | A noroeste da Jamaica, entre Cuba e a costa das Honduras                   | Compreende principalmente três ilhas: Grande Caimão, Caimão Brac, e Pequena Caimão                                                                               | 44.270 hab. (2005)            | George Town   |
| Ilhas Malvinas                            | Oceano Atlântico Sul                                                       | Compreende mais de 200 ilhas, as habitadas e mais importantes são: Gran Malvina e Soledad                                                                        | 2.967 hab. (2005)             | Stanley       |
| Turks e Caicos                            | Norte da ilha La Española, onde se encontram Haiti e República Dominicana) | Compreende as ilhas Caicos (Caicos Central; Caicos do Norte; Caicos Meridional e Oriental; Providenciales e Caicos Ocidental) e Turks (Cayo Sal; Ilha Gran Turk) | População: 19.500 hab. (2003) | Cockburn Town |
| Ilhas Virgens Britânicas                  | Canal de Francis Drake, a leste de Porto Rico                              | Compreende mais de 50 ilhas; as mais importantes são: Tirtola, Virgem Gorda, Jost Van Dyke, Anegada, Peter Island e Salt Island                                  | 21.730 hab. (2002)            | Road Town     |
| Montserrat                                | Sudeste da ilha de Porto Rico, em águas do Caribe                          | Compreende a ilha de Montserrat | 9.245 hab. (2004)             | Plymouth      |

## Reclamações
Muitos territórios britânicos pelo mundo são reclamados por outros países, principalmente por estarem mais próximos destes países do que da ilha da Grã-Bretanha, no continente americano não é diferente, a Argentina reclama pelas lhas Malvinas, Geórgia do Sul e Ilhas Sandwich do Sul, no entanto o Reino Unido não aceita a transferências destas ilhas aos argentinos, a principal argumentação do governo britânico é de que os moradores das ilhas se consideram britânicos e não argentinos ou sul-americanos. Essa reclamação por parte da Argentina já resultou inclusive numa guerra, a guerra das Malvinas, onde os argentinos pretendiam ocupar e anexar as ilhas reclamadas.